# 椀

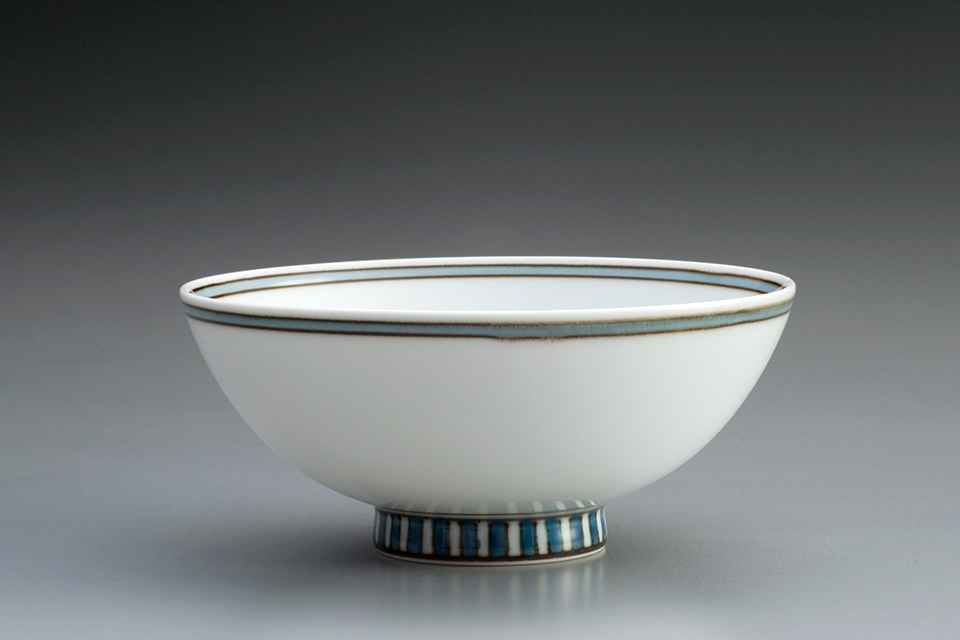
めし碗

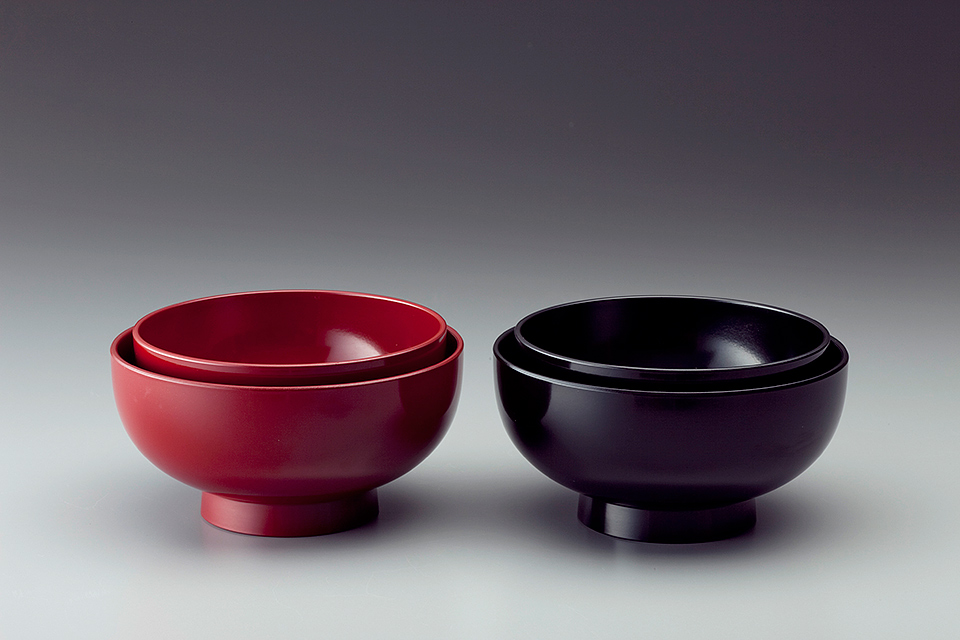
漆塗りの椀

椀（わん）とは、飯や汁物などを盛るための食器。土製、金属製、木製、石製のものがある。
木製のものを木偏の椀、陶磁器製のものは石偏の碗、金属製のものには金偏の鋺の字を用いる(また金椀：かなまり・かなわんとも呼ぶ)。

## 概要
複数用途に用いられる食器で汁物の料理以外でも用いられる。水平投影の形状が円、底部が円形に湾曲しており、糸底があり、片手で持ち上げることのできるものを椀と呼ぶ。
大別して飯椀と汁椀、盛椀の三種類がある。同様の料理を入れる食器に鉢があるが、鉢は皿よりも深く、椀よりも浅い開口部の広く開いた形状の器を呼ぶ。
日本で古くから使用されており、正倉院には玉、ガラス、銀、黄銅製のものがある。鎌倉時代には飯椀と汁椀のほかに、壷椀、腰高椀などが現れた。
塗物椀は漆器産地の隆盛を経て近世以降に民衆にまで普及した。磁器製の碗も近世になって量産されるようになったが、全国的に普及したのは鉄道の発達した明治時代になってからである。現代では取り扱いの便利なプラスチック製のものも普及している。

## 種類
- 茶碗
  - 茶漬け茶碗 - 茶漬け用の茶碗。

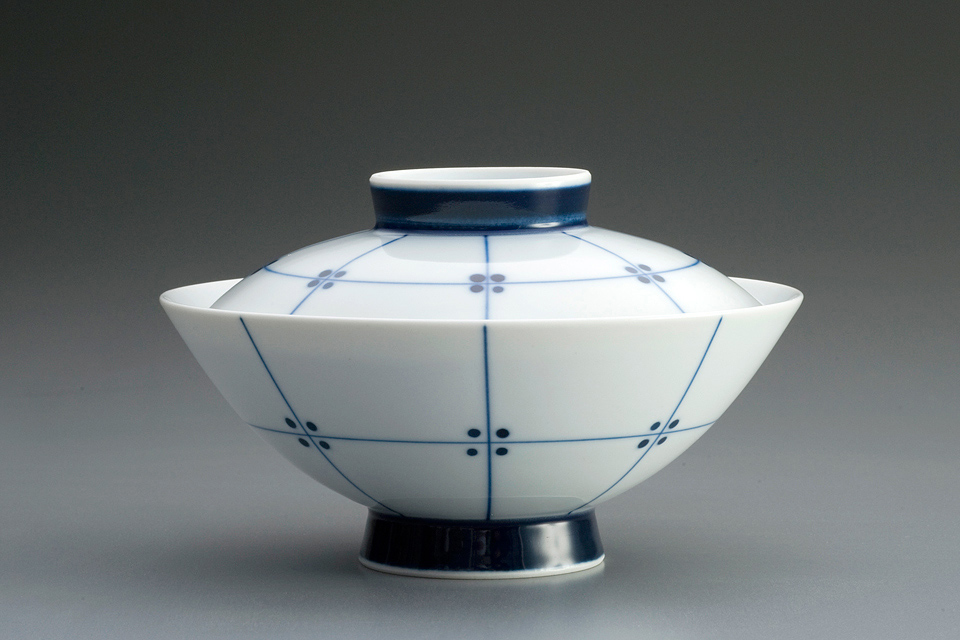
蓋付きめし碗

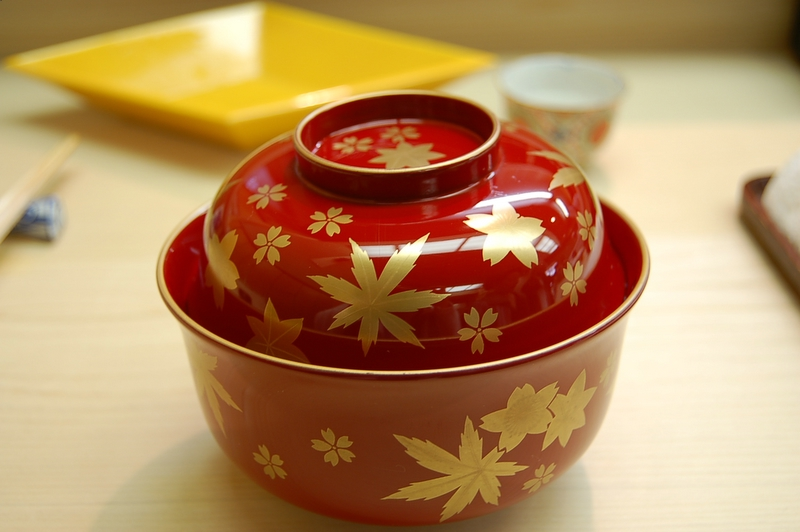
蓋付き汁椀

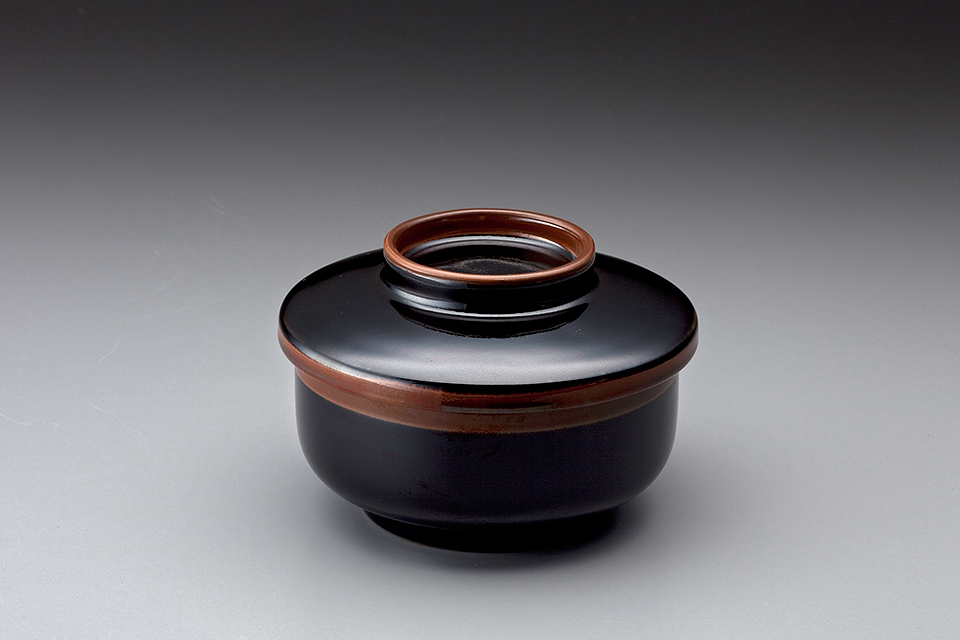
蓋付き煮物椀

  - 蒸し茶碗 - いわゆる茶碗蒸し用の茶碗。だし汁と溶いた卵に、鶏肉、シイタケ、銀杏など適当な具を入れて蒸し器にて蒸す為、茶碗形の他に縦長形(口径よりも高い)のものも多い。通常は蓋付きであり、蒸し調理の際に器の中へ水滴が入り込まないよう蓋は茶碗の口径よりも大きく覆い被せる形になっている。台付きのものもある。蒸し碗とも。
- 飯椀 / 飯碗（めしわん） - 飯類を主に盛る椀。
- 湯呑み（ゆのみ）- 湯呑のうち、口径よりも高さが低いものは汲出し湯呑（または汲出し茶碗）、あるいは単に汲出しと呼ばれる。円筒形で縦長のものを長湯呑ということもある。
  - 湯呑み茶碗
  - 煎茶碗 - 煎茶をのむ、やや大きめの茶碗。飲み口が外に反っている。
  - 抹茶碗 - 抹茶をのむ、大きめの茶碗。
- 汁椀
  - 吸物椀 - 吸い物を盛る椀。普通の椀よりも口径が大きい。
  - 雑煮椀
- 煮物椀 / 盛椀 - 蓋付きのやや大ぶりの椀。漆器が一般的だが、陶磁器もある。
- 竹椀： 竹を輪切りにして作成した椀で、盛り椀や蕎麦猪口などとして用いられる。意匠として竹椀の形状を模した陶磁器の椀もある。竹は他に、縦に割って皿として用いられることもある。
- 夫婦椀 - 2つセットで1組となっている椀。茶碗、飯椀、汁椀、湯のみなど様々の食器類である。
- 多用椀